# Befreien Sie Afrika!
Befreien Sie Afrika ist eine Filmcollage von Martin Baer aus dem Jahr 1998.
Darin geht er der Frage nach, woraus sich unsere heutigen Bilder vom „Schwarzen Kontinent“ speisen. In über 500 Ausschnitten aus Spielfilmen, Dokumentationen, Reportagen, Comics und Werbefilmen beschreibt der Film die deutsche Afrikapolitik in der Zeit vom Zweiten Weltkrieg bis heute und lässt dabei erschreckende Menschenbilder von Soldaten, Journalisten und Entwicklungshelfern nicht aus.